# میرکو تروسینو
میرکو تروسینو (ایتالیایی: Mirko Trosino؛ زادهٔ ۱۹ اکتبر ۱۹۹۲) دوچرخه‌سوار اهل ایتالیا است.
از باشگاه‌هایی که در آن رکاب زده‌است می‌توان به ویلیر تریستینا–سله ایتالیا اشاره کرد.